# Belyj orël
Belyj orël, conosciuto anche col titolo internazionale The White Eagle o, meno spesso, con il titolo italiano L'aquila bianca è un film del 1928, diretto da Jakov Protazanov, basato sul lavoro teatrale Губернатор (Gubernator, "Il governatore") di Leonid Andreev.

## Trama
Mišel', governatore di una delle province dell'Impero russo, è a rapporto da un alto dignitario imperiale presso la corte di San Pietroburgo, al quale comunica che gli operai di un vasto complesso industriale nel suo governatorato sono in sciopero da alcune settimane. Il dignitario gli consiglia di non lesinare i proiettili, nel caso, perché il potere deve mostrare la sua faccia forte.
Tornato nel suo distretto, Mišel' si mostra invece incline a trattative, e si affaccia al balcone del suo palazzo mentre una nutrita schiera di lavoratori, con famiglie e bambini, ha marciato verso di esso in una dimostrazione. Il capo delle truppe annesse al palazzo gli consiglia, nel caso trovasse difficoltà, di agitare il suo fazzoletto per segnalare ai soldati di intervenire. Il governatore Mišel', parlamentando con i lavoratori, nella foga, sventola il fazzoletto che teneva in mano per asciugarsi il sudore, dimentico dei suggerimenti. Le truppe rispondono al segnale stabilito, sparano, e, dopo che i dimostranti si disperdono, 21 cadaveri giacciono per le strade, fra cui quelli di tre bambini.
Il che non fa che mettere in peggior luce la figura del governatore, già non particolarmente amata fra il popolo. E l'opposizione si insinua sin dentro casa di Mišel': la sua governante, che bada alla figlioletta del governatore, lo accusa apertamente di essere un assassino di bambini. E, soprattutto, dubbi e rimorsi cominciano ad affollarsi nella mente di Mišel'.
Un clima di tensione si sviluppa: corrono voci che Mišel' sarebbe stato fatto oggetto di lì a poco di un attentato dinamitardo, mentre invece l'autorità ecclesiastica locale in un certo modo lo assolve, e lo stesso zar, dopo aver ricevuto il rapporto degli avvenimenti, lo insignisce dell'ordine dell'Aquila Bianca, per i suoi servizi resi all'impero.
La cerimonia di conferimento dell'onorificenza, presieduta dallo stesso dignitario che aveva consigliato al governatore di non mostrare alcuna pietà, si sviluppa con un ricevimento a corte, comprensivo di funzione religiosa, banchetto di gala, e successivo ballo, mentre contemporaneamente i detenuti del carcere iniziano uno sciopero della fame. La situazione è tesa. Nonostante l'avviso del consigliere bolscevico inviato presso gli operai, contrario alle vendette ad personam, che suggerisce non tanto di sopprimere il governatore, quanto di sopprimere l'intero regime tout-court, la governante di casa di Mišel' cerca di ucciderlo, ma desiste dal suo intento. Il governatore, di fronte alle accuse della donna, dichiara di essere stato solo un anello della catena.
Il pericolo sembra passato per Mišel'. Un figuro che aveva contribuito a fare da delatore delle attività degli operai – portando alla loro incriminazione - si presenta al governatore, reclamando un compenso. Di fronte al netto rifiuto da parte di Mišel' – ora totalmente convinto di aver agito male – egli gli spara, uccidendolo. Il ballo prosegue.

## Produzione
Vasilij Kačalov, uno dei più noti attori teatrali russi del tempo, interpreta qui il suo unico ruolo cinematografico.
La copia della pellicola conservata presso l'Archivio federale tedesco ha una lunghezza complessiva di 1681 metri.

## Distribuzione
Il film è apparso sugli schermi cinematografici sovietici il 9 ottobre del 1928.
In tempi recenti, il film è stato proiettato alle Giornate del cinema muto di Pordenone del 2012, nell'ambito di una rassegna dedicata ai film muti interpretati da Anna Sten.
È attestata un'edizione in DVD, dotata di sottotitoli inglesi.

## Accoglienza
Secondo Valérie Pozner, specialista in storia cinematografica russa e sovietica, "in Belyj orël [Protanazov] oppone la recitazione psicologica dell'attore stanislawskiano Vasilij Kačalov, che impersona il governatore, al virtuosismo fisico di Mejerchol'd, che alterna le movenze lente dell'imperioso e ieratico dignitario con la gesticolazione del vecchio impotente e spaventato."